# Symptom
Symptom (z řeckého συμπτώμα – 'shoda okolností, nehoda') je příznak, vnější projev, průvodní jev nějakého jinak obtížně pozorovatelného děje, stavu nebo procesu. Umožňuje tedy rozpoznání čili diagnózu například určité nemoci, i když není její příčinou. Tak je zvýšená teplota symptomem zánětlivého onemocnění, rozšířené zorničky symptomem vzrušení, kouř symptomem ohně, trhliny v omítce symptomem narušené statiky budovy a podobně. Odtud také běžné označení symptomatický – příznačný. Symptomatická léčba pak označuje léčbu příznaků, ne (nutně) příčin nemocí.
Symptomy v medicíně se dělí na symptomy subjektivní, které může zpozorovat jen pacient sám, a symptomy vnější, intersubjektivní. Souhrn vnějších symptomů tvoří klinický obraz nemoci. Symptomy se dělí na specifické (svědčící pro určitou nemoc nebo skupinu nemocí) a nespecifické (nesvědčící pro určitou nemoc nebo skupinu nemocí). Některé specifické symptomy už samy o sobě stačí pro diagnózu, většinou je ale třeba hodnotit celý soubor symptomů a hledat ještě další potvrzení např. laboratorními testy. Proto je laické hodnocení symptomů často zavádějící a podporuje hypochondrii.
Soubor charakteristických symptomů tvoří komplex, pokud je navíc známa skutečná příčina nemoci, je to syndrom. Oba pojmy se často vyskytují také v psychologii i v dalších oblastech.
Prodrom (z řeckého prodromos) je počáteční, nespecifický příznak nemoci.
Filozof Ernst Cassirer rozlišuje mezi
- symptomy jako nechtěnými průvodními jevy (kouř – oheň),
- signály jako záměrnými znaky, které samy o sobě žádný význam nemají, a
- symboly, které mají kromě svého bezprostředního ještě další významy.